# Арабхона
Арабхона́ (тадж. Арабхона) — село у складі Хатлонської області Таджикистану. Входить до складу Істіклольського джамоату району Носірі Хусрава.
Назва села означає «арабський дім», складається з араб (араби) та хона (дім). В радянські часи село називалось Арабхана.
Населення — 1975 осіб (2017).